# Epidius
Epidius là một chi nhện trong họ Thomisidae.